# أليكس ماكناب
أليكس ماكناب (بالإنجليزية: Alex McNab)‏ (27 ديسمبر 1895 في المملكة المتحدة - 3 أبريل 1960 في الولايات المتحدة) هو لاعب كرة قدم بريطاني (وحمل سابقاً جنسية المملكة المتحدة لبريطانيا العظمى وأيرلندا) في مركز جناح ‏. شارك مع منتخب اسكتلندا لكرة القدم. أما مع النوادي، فقد لعب مع فول ريفر ماركسمين ونيو بيدفورد ويلرز وNew York Yankees (soccer) ‏ وBoston Soccer Club ‏ وBurke's Undertakers ‏ وSouth Side Radio ‏ وSt. Matthew's (soccer team) ‏ وStix, Baer and Fuller F.C. ‏ ونادي غرينوك مورتون.

## وصلات خارجية
- أليكس ماكناب على موقع قاعدة بيانات كرة القدم.إي يو (الإنجليزية)